# Alibaba Cloud
Alibaba Cloud（アリババクラウド）は、アリババグループの子会社であるアリババクラウドインテリジェンス（阿里雲智能）が提供する従量課金制、サブスクリプション型のクラウドコンピューティングサービスである。中国国内では「阿里雲（Aliyun：アリユン）」というサービス名称で提供している。 

## 概要
Alibaba Cloudはアリババグループのクラウドコンピューティング事業部門として2009年9月に設立され、日本でのサービスは2016年12月にアリババグループとソフトバンクの合弁会社であるSBクラウドにより開始された 。
杭州に本社を置き、北京、シリコンバレーなどのクラウドコンピューティング製品とサービスに関連する研究開発センターと運営機関を持っている 。中国市場における中国企業の独占的な地位を武器に、2018年前半時点の統計においては、IaaSベンダーの世界市場シェアにおいて、AWSとAzureに次いで3位にランクされた 。
Alibaba Cloudでは、Elastic Compute、データストレージ、リレーショナルデータベース、ビッグデータ処理、DDoS防御およびコンテンツ配信ネットワーク（CDN）などのサービスを提供している。Alibaba Cloudは世界中の21のデータセンター地域と64のアベイラビリティゾーン（AZ）で運営されている。

## Alibaba Cloudの世界シェア
2020年4月に発表されたGartnerの調査レポート「Market Share: IT Services, Worldwide 2019」ではアジア太平洋地域最大のIaaSプロバイダーとして3年連続第1位を獲得。Amazon、Microsoftに続く世界第3位のIaaSプロバイダーとしても評価されている。

## 中国国外での展開
中国国外においては、シンガポール、アメリカ合衆国、ドイツなどでサービスを展開、中国国外でのクラウド事業はシンガポールに本社を置くAlibaba Cloud Intelligence Internationalが統括しており、中国政府による制限を受けずに事業展開をしているとされている。
中国向けサービス（中国サイト）と中国国外向けサービス（国際サイト）は提供サービス数などにも違いがある。
中国サイトの登録には中国国内の携帯電話番号、銀行口座、身分証の登録が必要なため、実質日本からは国際サイトか日本サイトを登録する必要がある。国際サイトや日本サイトでも中国国内のリージョンは利用可能。

## 日本での展開
日本向けサービス（日本サイト）においては、ソフトバンクとの合弁会社であるSBクラウドにより2016年12月よりサービスを開始している。リージョン（データセンター）は東京のみであるが、アベイラビリティゾーンは2箇所ある。
SBクラウドが提供していた日本サイトは2021年3月に終了し、日本サイトのユーザーは国際サイトへ移行されることが発表されたが、日本国内のデータセンターや日本語でのサポートは引き続き国際サイト上で継続される。

## データセンター[4]
- 中国本土： 北京 、 上海 、 杭州 、 青島 、 深圳 、 張家口 、フフホト 、河源 、成都
- アジア： 東京 、香港 、 シンガポール 、クアラルンプール、ジャカルタ、 シドニー 、 ムンバイ、ドバイ
- アメリカ： シリコンバレー 、 バージニア
- ヨーロッパ： ロンドン、フランクフルト

## 問題
2019年2月23日、Aliyun Codeにおいて、エンタープライズユーザーのソースコード漏洩が報告された。Alibaba Cloud Platformのログインアカウントに関わらず、全てのユーザーが特定のユーザーの管理するソースコードを閲覧できる状態であると報告された。漏洩の原因は、Aliyun Codeにおけるパーミッションが正確に説明されていなかったことによる。Aliyun Codeにおいては、Private、Internal、Publicの3つのパーミッションを選択できる。Internalのパーミッションを設定した多くの開発者はそれを会社の内部公開として理解していたが、Internalは実際にはAliyun Codeを使う利用者全体を指しており、Aliyun Codeのログインユーザー内部、という意味であった（会社の内部とするにはPrivate設定とする必要があった。）。 Alibaba CloudはパーミッションをInternalに設定したユーザーに対し、Internalの意味を正しく理解するように通知を行った 。 
2019年3月3日、ECA（クラウドサーバー）インスタンスのAlibaba Cloud North China 2 Region （Beijing） Availability Zone Cの部分でディスク障害が発生し、North China 2Cに展開された多数のWebサイトおよびアプリがダウンした。 Alibaba Cloudは緊急メンテナンスを実施し、 SLA契約に従って補償を提供すると述べた 。 